# Juri Sergejewitsch Bawin
Juri Sergejewitsch Bawin (russisch Юрий Сергеевич Бавин; * 5. Februar 1994 in Slautnoje) ist ein russischer Fußballspieler.

## Karriere

### Verein
Bawin begann seine Karriere bei ZSKA Moskau. Im Oktober 2013 debütierte er im Cup gegen Chimik Dserschinsk für die Profis von ZSKA, dies blieb sein einziger Einsatz für diese. Zur Saison 2014/15 wechselte er nach Portugal zum Drittligisten União Leiria. In eineinhalb Jahren bei Leiria kam er zu 27 Einsätzen in der dritthöchsten portugiesischen Spielklasse. Im Februar 2016 kehrte er nach Russland zurück und wechselte zu Zenit St. Petersburg, wo er für die zweitklassige Zweitmannschaft zum Einsatz kommen sollte. Im März 2016 debütierte er gegen Wolgar Astrachan in der Perwenstwo FNL. Im Mai 2016 gab er schließlich gegen den FK Dynamo Moskau auch sein Debüt für die erste Mannschaft in der Premjer-Liga, dies blieb allerdings sein einziger Einsatz für Zenit. In der Saison 2015/16 absolvierte er elf Zweitligapartien für Zenit-2. In der Spielzeit 2016/17 kam er zu 34 Zweitligaeinsätzen.
Zur Saison 2017/18 wechselte Bawin zu Ural Jekaterinburg. In seiner ersten Saison in Jekaterinburg absolvierte der Mittelfeldspieler 17 Partien in der Premjer-Liga. In der Saison 2018/19 wurde er zehnmal eingesetzt. In der Spielzeit 2019/20 spielte er 21 Mal in der höchsten russischen Spielklasse. Nach weiteren sieben Einsätzen bis zur Winterpause 2020/21 wurde er im Februar 2021 an den Ligakonkurrenten FK Tambow verliehen.

### Nationalmannschaft
Bawin spielte zwischen 2011 und 2013 für die russischen U-18- und U-19-Teams.